# Eburodacrys gaucha
Eburodacrys gaucha es una especie de escarabajo longicornio del género Eburodacrys, tribu Eburiini, subfamilia Cerambycinae. Fue descrita científicamente por Galileo & Martins en 1992.

## Descripción
Mide 11,9-15 milímetros de longitud.

## Distribución
Se distribuye por Bolivia y Brasil.